# San José Otonguitiro
San José Otonguitiro är en ort i Mexiko.   Den ligger i kommunen Yuriria och delstaten Guanajuato, i den centrala delen av landet, 250 km väster om huvudstaden Mexico City. San José Otonguitiro ligger 1 904 meter över havet och antalet invånare är 252.
Terrängen runt San José Otonguitiro är huvudsakligen kuperad. San José Otonguitiro ligger nere i en dal. Runt San José Otonguitiro är det ganska tätbefolkat, med 129 invånare per kvadratkilometer. Närmaste större samhälle är Puruándiro, 11,9 km väster om San José Otonguitiro. I omgivningarna runt San José Otonguitiro växer huvudsakligen savannskog.